# 2908 Shimoyama
2908 Shimoyama eller 1981 WA är en asteroid i huvudbältet som upptäcktes den 18 november 1981 av den japanske astronomen Toshimasa Furuta i Tokai. Den har fått sitt namn efter den japanska byn Shimoyama.
Asteroiden har en diameter på ungefär 29 kilometer.